# 加比扬
加比扬（法語：Gabian，法語發音：[ɡabjɑ̃]）是法国埃罗省的一个市镇，位于该省中部偏西，属于贝济耶区。

## 地理
加比扬（43°30'49"N, 3°16'22"E）面积15.96 平方千米，位于法国奧克西塔尼大區埃罗省，该省份为法国南部沿海省份，南濒地中海，西南接奥德省，西北接塔恩省和阿韦龙省，东北与加尔省接壤。
与加比扬接壤的市镇（或旧市镇、城区）包括：富济永、孟德斯鸠、普佐勒、罗克塞勒、鲁让、瓦扬。

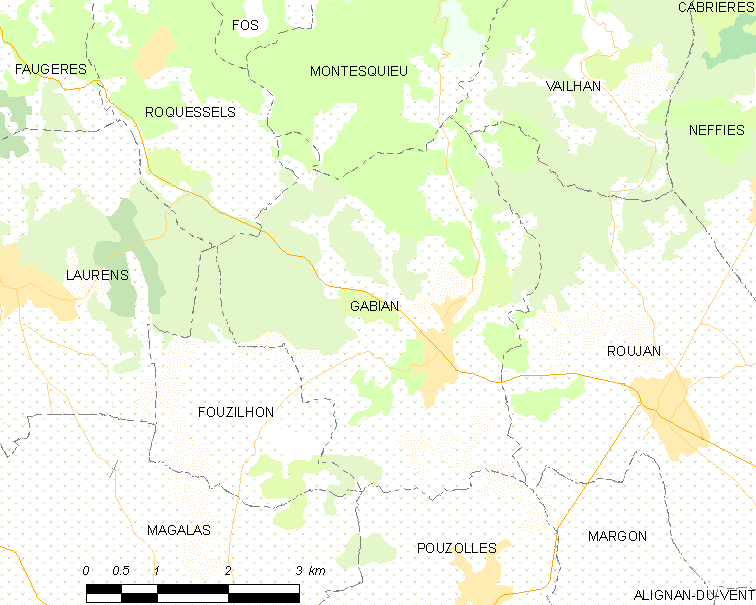
加比扬的OSM定位图

加比扬的时区为UTC+01:00、UTC+02:00（夏令时）。

## 行政
加比扬的邮政编码为34320，INSEE市镇编码为34109。

## 政治
加比扬所属的省级选区为卡祖勒莱贝济耶县。

## 人口

1962-2008年间加比扬人口变化图示

加比扬于2022年1月1日时的人口数量为864人。